# Biomphalaria tenagophila
Biomphalaria tenagophila é uma espécie de caramujo da família Planorbidae, hospedeiro intermediário do Schistosoma mansoni.